# Час летить (Цілком таємно)
Час летить (Tempus fugit) — сімнадцята серія четвертого сезону американського науково-фантастичного телевізійного серіалу «Цілком таємно». Прем'єра в мережі «Фокс» відбулася 16 березня 1997 року.
Макса Феніга — доброго знайомого Малдера — виявляють мертвим після катастрофи літака, яку Фокс вважає спричиненою НЛО, що намагався викрасти Феніга. Це епізод із двох частин, тема продовжується в наступній серії «Макс».
Серія за шкалою Нільсена отримала рейтинг домогосподарств 11,9, його переглянули 18,85 мільйона людей у своєму початковому ефірі.

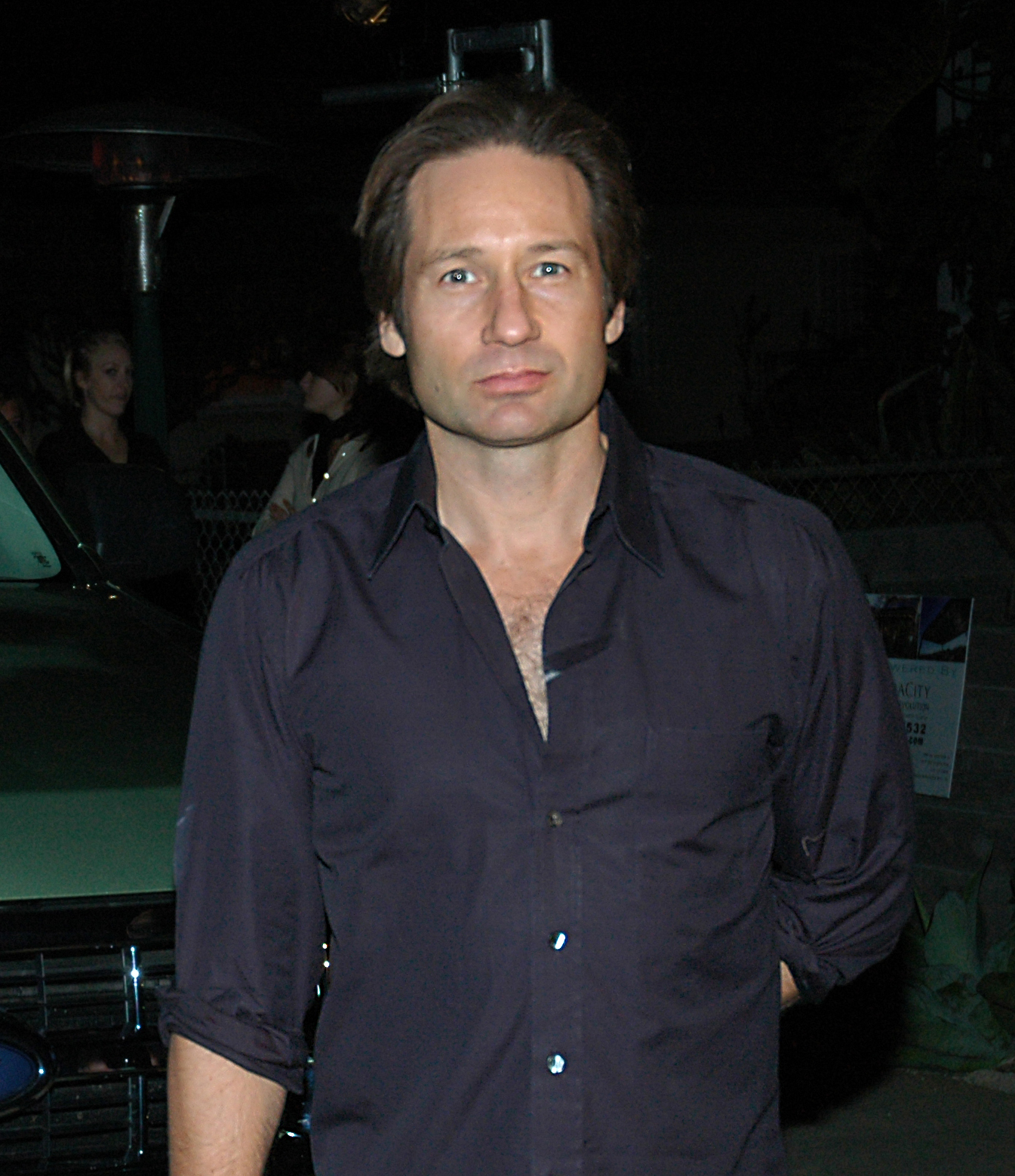

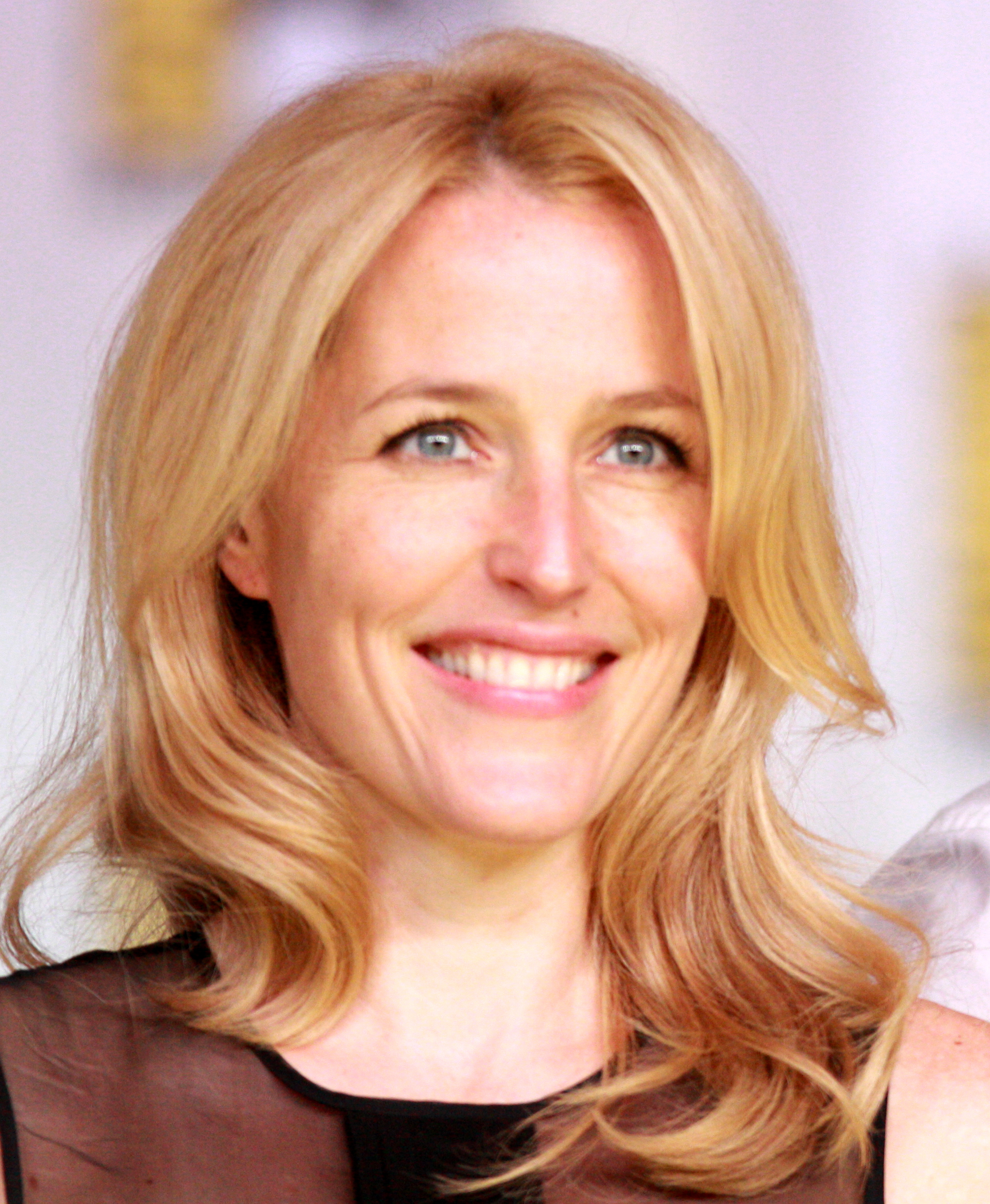

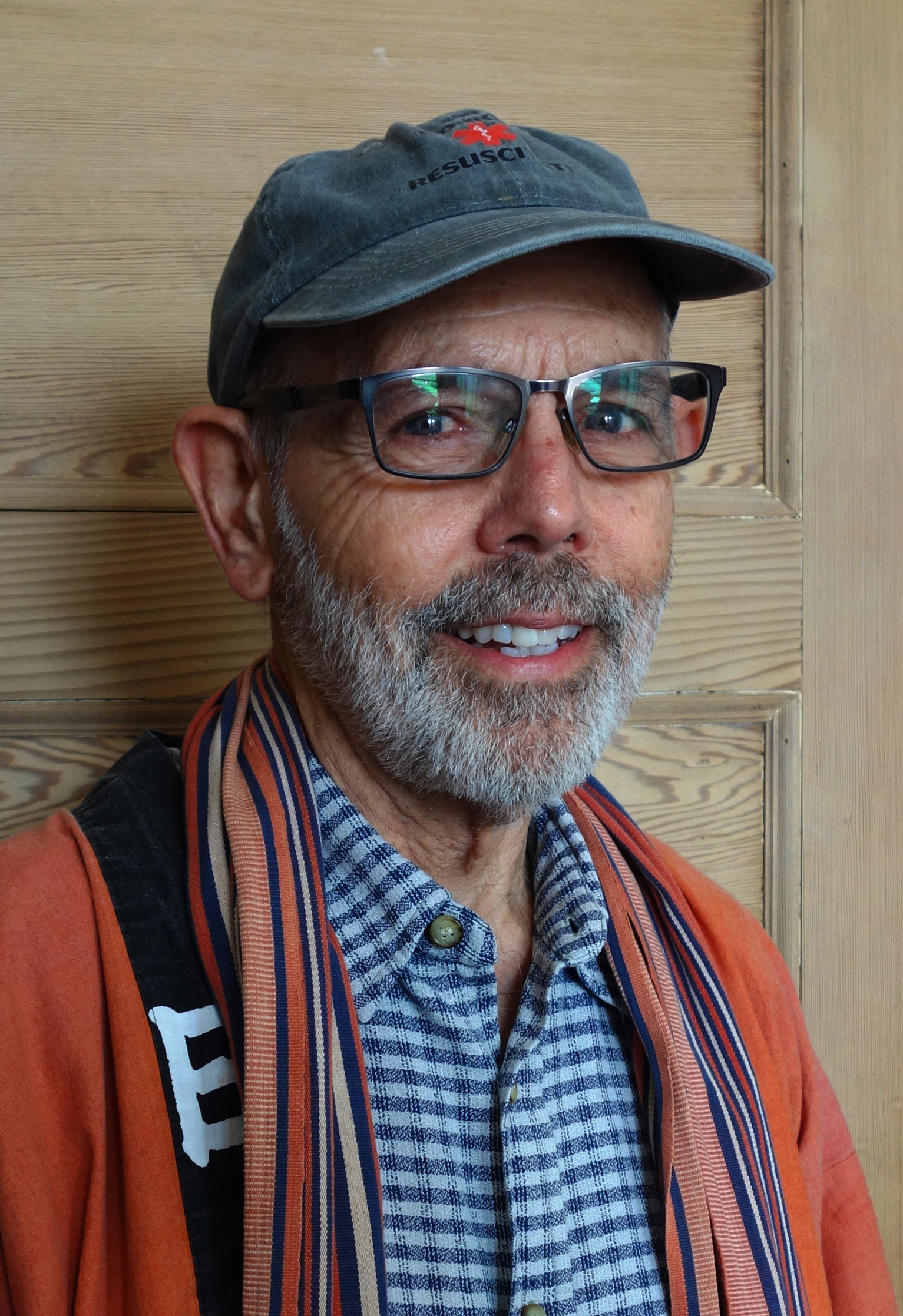

## Зміст
Істина за межами досяжного
Через чотири роки після того, як відбулося його викрадення, Макс Феніг подорожує рейсом № 509, який пролітав над північною частиною штату Нью-Йорк. Він спостерігає за іншим чоловіком у літаку, який, як йому видається, слідкує за ним. Чоловік прямує до ванної літака, де він збирає саморобну вогнепальну зброю з пластику. Однак, коли він перебуває в туалеті, літак починає дрижати і назовні спалахує яскраве світло, при якому видно, що літак зустрічає НЛО. Світло ніби вигинається в пошуках когось. Відкриваються аварійні двері поруч із сидінням Макса.
Фокс та Дейна відзначають її день народження. Малдер дарує Дейні брелок із зображенням «Аполлона-11». До них звертається жінка на ім'я Шарон Граффія, яка представляється сестрою Макса; вона розповідає — Феніг планував щось доставити Малдеру, але його рейс у Вашингтон зазнав аварії. Агенти прямують до місця катастрофи в Нортвіллі, і відвідують засідання Національної ради з безпеки на транспорті (НРБТ), де прослуховуються останні передачі рейсу 549. Малдер вважає, що літак був збитий прибульцями, які намагалися викрасти Макса; команда НРБТ на чолі з головним слідчим Майком Мілларом відхиляє ці твердження. Також Макс Феніг не зареєстрований як пасажир рейсу. Представник НРБТ жартує щодо фазера доктора Спока.
Літак врізався в землю після майже вертикального падіння. Коли Малдер і Скаллі обстежують місце аварії, вони розуміють, що між руйнуванням літака та часом на наручних годинниках 133 жертв існує дев'ятихвилинна невідповідність (19:52 й 20:01), що вказує на дисоціативну амнезію. Малдер вважає, що Макса викрали з літака і його тіло не знайдуть. Тим часом Скотт Гарретт, чоловік у чорному, який представляє себе слідчим НРБТ, викрадає пластикову зброю з тіла загиблого вбивці та руйнує обличчя і відбитки пальців кислотою. Ларольда Реб'юна, пасажира, який сидів поруч із Максом, знайдено живим. Його травми вказують на радіацію.
В аеропорту округу Фултон після суперечки зі Скаллі, Шерон заперечує, що Макс приніс радіоактивну речовину на борт літака, але розкриває — вона насправді не сестра Макса. Вона також видає подробиці про його потаємне життя. Згодом Скаллі повідомляє Малдеру, що Макс працював на об'єкті збору ядерної зброї в Колорадо під псевдонімом і вважає, що він, можливо, спричинив аварію після того, як плутоній опинився на борту. Малдер, однак, вважає, що Макса було викрадено з літака НЛО, і що травми Реб'юна були спричинені впливом іншопланетного судна. Скаллі повідомляє Малдеру, що тіло Макса вже знайдено на місці катастрофи. Тим часом Шарон викрадена з її готельного номера при загадковому сліпучому світлі.
Після виявлення тіла Макса (під псевло Пол Гідні; Фокс в кишені трупа знаходить свою візитівку) Малдер виявляє, що наручні годинники були зняті з рук у решти жертв. Фокс у розмрві з Дейною спростовує офіційне пояснення НРБТ несправності як причини аварії, й сумнівається, що справжня причина буде знайдена, якщо вони не дізнаються, що сталося протягом дев'яти хвилин «зниклого» часу. Агенти відвідують сержанта Луї Фріша, диспетчера повітряного руху з ВПС США на резервному пункті технічної підтримки, він чергував під час катастрофи. Фріш заперечує, що трапилось щось незвичне. Фркс зауважує — падіння не спостерігали на радарах; лднак військовик повідомив про вибух. Однак після від'їзду агентів Фріш та його колега сперечаються, чи слід розкривати правду про загибель рейсу 549.
Знайшовши розгромлену готельну кімнату Шарон в Нортвіллі, Малдер зустрічається з Мілларом, який повідомляє Фоксу, що двері було вирвано з літака ззовні — коли він був у польоті. Згодом Фріш виявляє свого колегу мертвим від підлаштованого самогубства — Гонзалес сидить мертвий з пістолетом в руці і діркою від кулі в лобі. Група командос приїжджає захопити Фріша, але він тікає. Фріш іде до Малдера та Скаллі. Він розповідає, що раніше брехав і що його командир наказав відстежувати координати літака, коли його перехоплював інший літальний засіб. Через секунди стався вибух, і літак зник з його радарів. Фріщ покладає вину на експериментальний «Стеллс». Малдер вважає: літаючий об'єкт, НЛО, наблизився до літака і був знищений іншим літальним апаратом, що також призвело до краху рейсу 549. Агенти виїжджають з Фрішем і незабаром переслідуються командос, але їм вдається відірватися від них, проїхавши під сідаючим літаком. Тим часом Міллар повертається на місце аварії та спостерігає НЛО. Він знаходить Шарон поблизу, її щойно повернули викрадачі.
Скаллі повертається у Вашингтон із сержантом Фрішем, а Малдер прямує до озера Грейт Сакандага, шукаючи розбите НЛО. Малдер прибуває до озера, де знаходить команду, яка вже шукає розбите НЛО. Скаллі приводить Фріша в місцевий бар, де вони натрапляють на колегу-агента ФБР Пендрелла. Гаррет незабаром заходить у бар, та намагається вбити Фріша, випадково підстреливши Пендрелла, а Скаллі застрелює його. Фокс пірнає і знаходить судно, а в ньому іншопланетне тіло. Перш ніж Фокс зможе повернутися на поверхню, з-під води світить яскраве світло.

## Створення
Під час виробництва третього сезону керівник відділу спецефектів Дейв Готьє сконструював складний макет літака Boeing 737, щоб можна було імітувати аварію. Творець серії Кріс Картер вирішив використати цю установку протягом четвертого сезону. Замислюючи епізод, бажання додати емоцій ролі Фокса Малдера завдяки тому, щоб когось, кого він знав на борту, було убито чи травмовано, сценаристів призвело до того, що вони повернули персонажа Макса Феніга.
Скотт Белліс, який раніше грав Феніга в епізоді першого сезону «Грішний янгол», пройшов прослуховування на інші ролі в серіалі, але його постать відхиляли продюсери — персонаж вважався занадто запам'ятовуваним. Білліс кілька разів зустрічався із Девідом Духовни у тренажерному залі, і дізнався від нього, що персонажа Макса хочуть задіяти в епізоді з двох частин. Співавтор епізоду Френк Спотніц не хотів, щоб зовнішність Феніга була «заїждженою» або робити щось, що в серіалі вже робилось. Він запропонував ідею «вбити» Феніга в першій частині епізоду, який, на його думку, був «сміливим вибором».

## Сприйняття
Прем'єра на мережі «Фокс» відбулася 16 березня 1997 року, вперше показано у Великій Британії на BBC Two 14 січня 1998 року. Епізод отримав рейтинг домогосподарств Нільсена 11,9 з часткою 18 — приблизно 11,9 відсотка всіх телевізійних точок та 18 відсотків домогосподарств, які переглядають телевізор, були налаштовані на епізод. Загалом 18,85 мільйона глядачів переглянули серію під час початкового ефіру.
Епізод отримав неоднозначні та позитивні відгуки критиків. Зак Гендлен, пишучи для The A.V. Club, оцінив серію на A−. Він високо оцінив ефективність холодної відкритості та зазначив, що епізод підкреслив, наскільки може бути «особливо безжальний» серіал з його повторюваною темою, зазначивши, що «рівень смертності допомагає створити настрій постійно зазіхаючої приреченості, ніби темряви, яка намагається проковтнути Малдера та Скаллі у стількох сценах … настільки ж символічно, як і буквально». Пола Вітаріс, пишучи для Cinefantastique, оцінила епізод 2,5 зірками із чотирьох, описуючи це як «захоплення безліччю дій». Однак вона вважала — швидкоплинне використання запрошеної зірки Скотта Белліса «марнотратство», і що знахідка нелюдського тіла «позбавляє цієї історії будь-якої неясності». Роберт Ширман та Ларс Пірсон у книзі «Хочемо повірити: Критичний посібник з Цілком таємно, Мілленіуму та Одиноких стрільців» оцінили епізод 4 зірками з п'яти, назвавши його «найкращим епізодом змови за майже два роки». Ширман і Пірсон похвалили акторськиу гру Тома О'Браєна та Джо Спано. Серія була номінована на Премію Еммі — за монтаж звуку; четверо звукомайстрів отримали номінацію за «надзвичайне приготування звуку для драматичного серіалу».

## Знімались
| Актор             | Роль             |
| ----------------- | ---------------- |
| Девід Духовни     | Фокс Малдер      |
| Джилліан Андерсон | Дейна Скаллі     |
| Джо Спано         | Майк Міллар      |
| Том О'Браєн       | сержант Луї Фріш |
| Скотт Белліс      | Макс Феніг       |
| Брендан Бейзер    | Пендрелл         |
| Роберт Молоні     | Брюс Беарфельд   |
| Девід Палффі      | темний чоловік   |
| Клінтон Крейн     | Шарон Граффіа    |